# Shin Hye-sun
Shin Hye-sun (31 de agosto de 1989) es una actriz surcoreana. Debutó en la serie de televisión School 2013 y actuó en su primer rol protagónico en My Golden Life (2017). Su último papel protagónico fue el más destacable de su carrera como actriz en Nos vemos en mi 19.ª vida (2023), este último posicionándose como unos de los mejores dramas de época del último tiempo

## Biografía
En noviembre de 2020 tuvo que someterse a una prueba de COVID-19, luego de que un miembro del elenco secundario de la serie "Mr. Queen" diera positivo. El 24 de noviembre del mismo año, se confirmó que después de someterse a la prueba, sus resultados habían dado negativos. Más tarde, el 24 de febrero de 2022, su agencia IOK Company anunció que un día antes había dado positivo para COVID-19 por lo que había detenido sus actividades programadas y estaba recibiendo tratamiento mientras se encontraba en cuarentena.

## Carrera
Es miembro de la agencia YNK Entertainment.
En mayo de 2018 se anunció que se había unido al elenco principal de la serie I’m 30 But 17 donde dio vida a Woo Seo-ri, una joven que ha estado en coma durante 13 años, dándole el cuerpo de una mujer de 30 años y la mentalidad de una niña de 17 años, del 23 de julio del mismo año hasta el final de la serie el 18 de septiembre del mismo año.
El 22 de mayo de 2019 se unió al elenco principal de la serie Angel's Last Mission: Love (también conocida como "One and Only Love") donde interpretó vida a Yeon Seo, una bailarina de ballet de corazón frío y sin amor, que termina enamorándose del ángel enviado para ayudarla a creer de nuevo en el amor, hasta el final de la serie el 11 de julio del mismo año. La primera lectura del guion fue realizada en marzo de 2019.
En septiembre de 2020 se anunció que estaba en pláticas para unirse al elenco de la película She Died.
En octubre de 2020 tuvo lugar la primera lectura de la que sería la adaptación coreana del drama Go Princess Go adaptación de la novela del mismo título de Xian Chen. 
El 2 de diciembre del mismo año se unió al elenco principal de la serie Mr. Queen donde dio vida a la Reina Cheorin una joven reina de la Dinastía Joseon la cual después de un intento de suicidio frustrado su cuerpo es tomado por el alma Jang Bong Hwan, un chef de Corea de espíritu libre y despreocupado, que tendrá ciertos tropiezos para adaptarse al palacio y su nueva vida por lo que hará todo lo posible por volver o aceptará su vida junto al Rey Cheoljong. Luego de finalizar sus transmisiones la serie fue duramente criticada por distorcionar y burlarse de forma irresponsable de la historia coreana, por lo que posteriormente fue eliminada de las plataformas.
En noviembre de 2021 se confirmó que se había unido al elenco de la película Brave Citizen donde interpretará a So Si-min. La película estará basada en el webtoon del mismo nombre.
En diciembre del mismo año se anunció que estaba en pláticas para protagonizar la serie Nos vemos en mi 19.ª vida, basada en un homónimo y popular webtoon. La serie se emitió en la primavera de 2023 por el canal tvN.
El 18 de febrero de 2022, se anunció que estaba en pláticas para unirse al elenco de la serie Wax Doll.

## Filmografía

### Series de televisión
| Año     | Título                     | Personaje                    | Cadena | Notas                        | Referencias          |
| ------- | -------------------------- | ---------------------------- | ------ | ---------------------------- | -------------------- |
| 2012-13 | School 2013                | Shin Hye-sun                 | KBS2   |                              | [ 12 ]               |
| 2014    | Angel Eyes                 | Cha Min-soo (joven)          | SBS    |                              |                      |
| 2014    | High School King of Savvy  | Ko Yoon-joo                  | tvN    |                              |                      |
| 2014-15 | Forever Young              | Han Mi-so                    | VTV    |                              |                      |
| 2015    | Oh My Ghost                | Kang Eun-hee                 | tvN    |                              | [ 13 ]               |
| 2015    | She Was Pretty             | Han Seol                     | MBC    |                              |                      |
| 2016    | Five Enough                | Lee Yeon-tae                 | KBS2   |                              | [ 14 ]               |
| 2016    | Legend of the Blue Sea     | Cha Si-ah                    | SBS    |                              | [ 15 ]               |
| 2017    | Forest of Secrets          | Young Eun-soo                | tvN    |                              | [ 16 ] [ 17 ]        |
| 2017    | My Golden Life             | Seo Ji-an                    | KBS2   |                              | [ 18 ] [ 19 ] [ 20 ] |
| 2018    | Hymn of Death              | Yoon Shim-deok               | SBS    | 6 episodios                  | [ 21 ]               |
| 2018    | I’m 30 But 17              | Woo Seo-ri                   | SBS    | 32 episodios                 |                      |
| 2019    | Angel's Last Mission: Love | Lee Yeon-seo                 | KBS    | 32 episodios                 |                      |
| 2020    | Forest of Secrets 2        | Young Eun-soo                | tvN    | Ep. 16                       |                      |
| 2020-21 | Mr. Queen                  | Kim So-yong / Jang Bong-hwan | tvN    | 20 episodios (+ 2 episodios) |                      |
| 2023    | Nos vemos en mi 19.ª vida  | Ban Ji-eum                   | tvN    | 12 episodios                 | [ 10 ]               |
| 2023-24 | De vuelta en Samdal-ri     | Cho Sam-dal                  | JTBC   | 16 episodios                 | [ 22 ] [ 23 ]        |
| 2024    | Querida Hyeri              | Joo Eun-ho / Joo Hae-ri      | ENA    | 12 episodios                 | [ 24 ] [ 25 ] [ 26 ] |

### Películas
| Año  | Título               | Papel                                 | Notas         |
| ---- | -------------------- | ------------------------------------- | ------------- |
| 2014 | One Summer Night     | So-ra                                 |               |
| 2014 | Return Match         | Joo-yeon                              |               |
| 2016 | A Violent Prosecutor | Electoral district chapter bookkeeper |               |
| 2017 | A Day                | Mi-kyung                              | [ 27 ] [ 28 ] |
| 2020 | Innocence            | Jung In                               |               |
| 2020 | Collectors           | Yoon se hee                           |               |
| 2022 | Brave Citizen        | So Si-min                             |               |
| 2024 | Following            | Han So-ra                             | [ 29 ] [ 30 ] |

### Apariciones en programas de televisión
| Año        | Título      | Cadena | Función  | Notas             | Ref.   |
| ---------- | ----------- | ------ | -------- | ----------------- | ------ |
| 2018, 2020 | Running Man | SBS    | Invitada | Programas 491-492 | [ 31 ] |

### Vídeos musicales
| Año  | Artista                                 | Título                         | Notas                 | Ref.          |
| ---- | --------------------------------------- | ------------------------------ | --------------------- | ------------- |
| 2013 | Curious ft. Jung-yup de Brown Eyed Soul | "What Women Want (왓위민원트)" |                       |               |
| 2018 | g.o.d                                   | "Snow Is Falling"              | Junto a Kim Dong Wook | [ 32 ] [ 33 ] |

### Presentadora
| Año  | Título                      | Función        | Notas                | Ref.   |
| ---- | --------------------------- | -------------- | -------------------- | ------ |
| 2019 | 2019 KBS Drama Awards       | Copresentadora | Junto a Jun Hyun-moo | [ 34 ] |
| 2019 | Soribada Best K-Music Award | Copresentadora |                      | [ 35 ] |

## Premios y nominaciones
| Año  | Premio                      | Categoría                                       | Nominación                        | Resultado | Ref.          |
| ---- | --------------------------- | ----------------------------------------------- | --------------------------------- | --------- | ------------- |
| 2015 | 34th MBC Drama Awards       | Mejor actriz nueva de miniseries                | She Was Pretty                    | Nominada  |               |
| 2016 | 2nd Scene Stealer Festival  | Revelación del año                              | Five Enough, A Violent Prosecutor | Ganadora  |               |
| 2016 | 30th KBS Drama Awards       | Mejor actriz nueva                              | Five Enough                       | Nominada  |               |
| 2016 | 30th KBS Drama Awards       | Mejor actriz de reparto                         | Five Enough                       | Nominada  |               |
| 2016 | 30th KBS Drama Awards       | Mejor pareja junto a Sung Hoon                  | Five Enough                       | Nominada  |               |
| 2016 | 24th SBS Drama Awards       | Premio excelencia, actriz en drama de fantasía  | The Legend of the Blue Sea        | Nominada  |               |
| 2017 | 1st The Seoul Awards        | Mejor actriz nueva (drama)                      | Stranger                          | Nominada  |               |
| 2017 | 31st KBS Drama Awards       | Alta excelencia, actriz                         | My Golden Life                    | Nominada  | [ 36 ]        |
| 2017 | 31st KBS Drama Awards       | Premio excelencia, actriz de serie dramática    | My Golden Life                    | Ganadora  | [ 36 ]        |
| 2017 | 31st KBS Drama Awards       | Mejor pareja junto a Park Si-hoo                | My Golden Life                    | Ganadora  | [ 36 ]        |
| 2017 | 31st KBS Drama Awards       | Premio del público - femenino                   | My Golden Life                    | Nominada  | [ 36 ]        |
| 2018 | 54th Baeksang Arts Award    | Mejor actriz                                    | My Golden Life                    | Nominada  | [ 37 ]        |
| 2018 | 2nd Seoul Award             | Mejor actriz en drama                           | My Golden Life                    | Nominada  | [ 38 ]        |
| 2018 | 6th APAN Star Award         | Top Excellence Award, Actress in a Serial Drama | My Golden Life                    | Ganadora  | [ 39 ]        |
| 2018 | SBS Drama Award             | Female Top Excellence (Mon-Tues drama)          | 30 but 17                         | Ganadora  | [ 40 ]        |
| 2019 | KBS Drama Award             | Top Excellence Award (Female)                   | Angel's Last Mission: Love        | Ganadora  | [ 41 ]        |
| 2019 | KBS Drama Award             | Best Couple Award (junto a L)                   | Angel's Last Mission: Love        | Ganadora  |               |
| 2020 | 41st Blue Dragon Film Award | Best New Actress                                | Innocence                         | Nominada  | [ 42 ]        |
| 2021 | 57th Baeksang Arts Award    | Best New Actress (Film)                         | Innocence                         | Nominada  | [ 43 ] [ 44 ] |
| 2021 | 57th Baeksang Arts Award    | Best Actress (TV)                               | Mr. Queen                         | Nominada  | [ 43 ] [ 44 ] |